# Sista Skriket
Sista skriket és un telefilm suec d'Ingmar Bergman difós el 6 de gener del 1995.

## Repartiment
- Ingvar Kjellson: Charles Magnusson
- Björn Granath: Georg af Klercker
- Anna von Rosen: Miss Holm